# Jiří Dostál (spisovatel)
Jiří Dostál (* 25. února 1973 Karlovy Vary – 13. července 1999 Radošov) byl český spisovatel žánru sci-fi. V letech 1990 – 1993 vydával ve Staré Roli sci-fi fanziny, organizoval místní sci-fi klub, byl sběratelem a znalcem tohoto žánru. Jeho činnost se stala příkladem nové vlny obliby, které se žánr fantastické literatury těšil v uvolněných poměrech po převratu v roce 1989.

## Garik
Jeho hlavním dílem je román Garik, příběh s fantastickými prvky z prostředí karlovarské mládeže na počátku devadesátých let. Autor text opatřil vlastními ilustracemi a rozmnožil ho v nákladu cca 50 ks ručním kopírováním na blánách v roce 1993. Ohledně vlastnoruční výroby celé knihy od napsání, ilustrací až po ruční tisk se hlásil k odkazu Josefa Váchala.
Díky originálnímu stylu a specifickému jazykovému humoru se dílo spontánně šířilo zejména mezi studenty; s určitou nadsázkou lze hovořit až o kultovní oblibě v některých kruzích. V roce 1998 se Garik dočkal péčí pražských příznivců regulérního vydání v nakladatelství Gryf.

## Další dílo
Jediným jeho dalším rozsáhlejším publikovaným dílem byla novela Svitky (vyšla v české verzi The Magazine of Fantasy & Science Fiction, č. 6/1998). Jedná se přitom o jeden z celkem tří českých beletristických textů otištěných v tomto časopisu (vedle Františka Novotného a Jaroslava Mosteckého). Svitky v mnoha směrech závisejí na knize V melounovém cukru Richarda Brautigana; popisují též život komunity ve fantazijním světě. Originalita Dostálova textu, která ho odlišuje od předlohy, spočívá v jazykovém humoru.